# Ліквідатори наслідків аварії на Чорнобильській АЕС

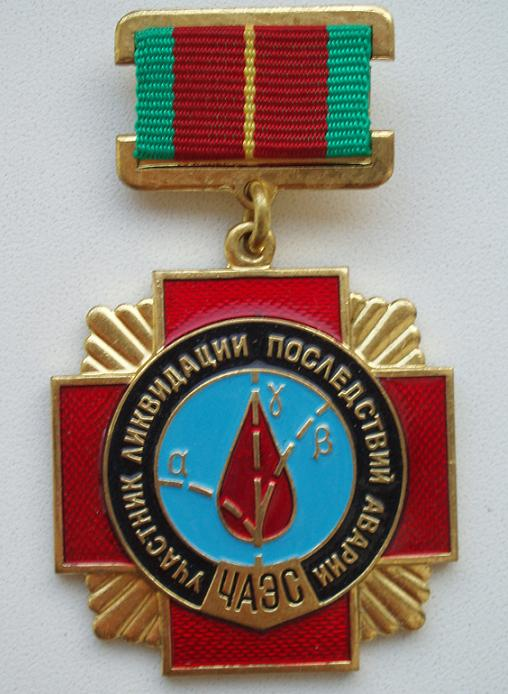
Значок ліквідатора

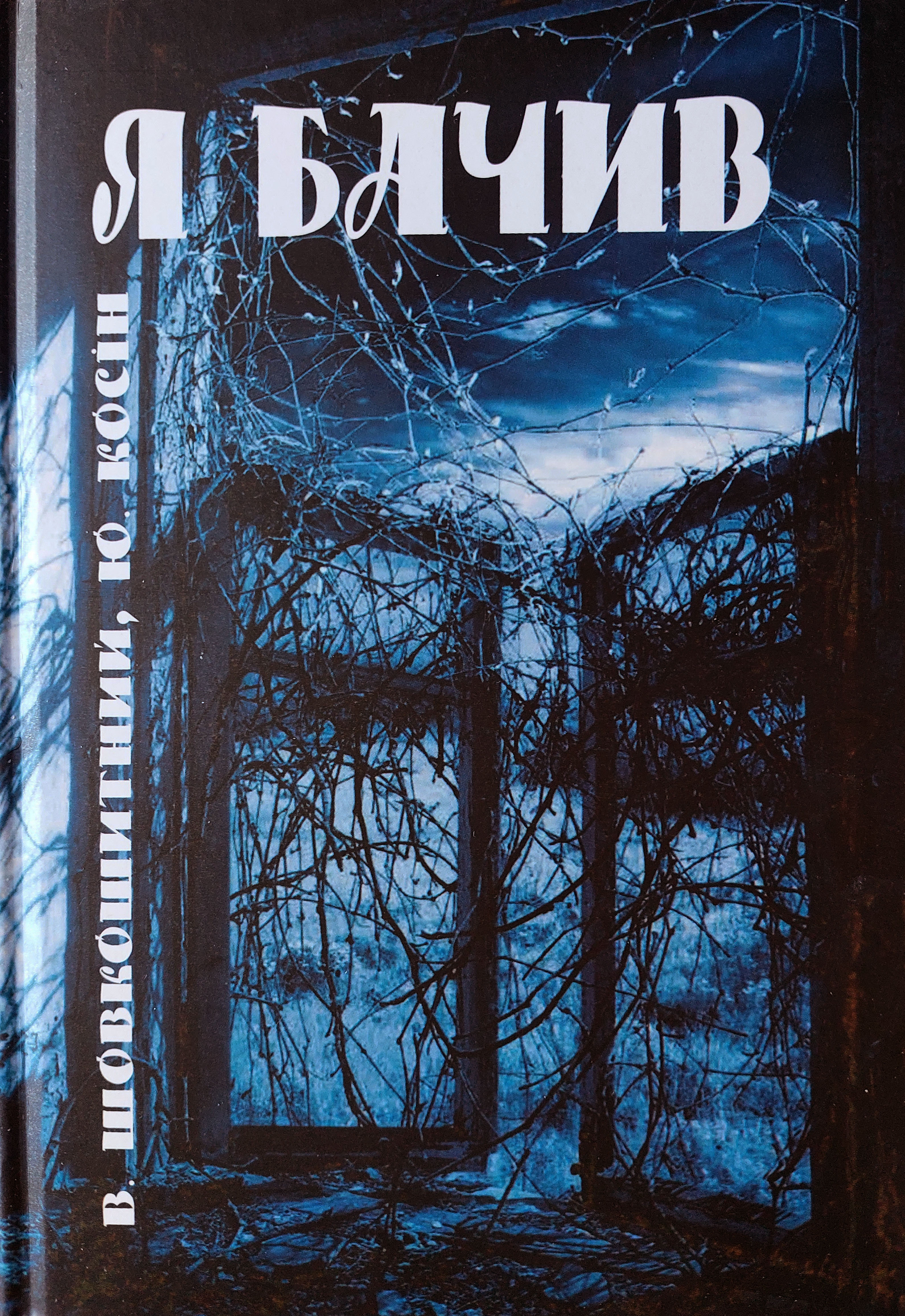
Фотографії ліквідатора наслідків аварії на ЧАЕС Ю. Косіна на обкладинці та в книзі «Я бачив». 2016

Ліквідатори наслідків аварії на Чорнобильській АЕС (також учасники ліквідації наслідків аварії на Чорнобильській АЕС) — громадяни, які брали безпосередню участь у ліквідації аварії та її наслідків.

## Правовий статус
Правовий статус ліквідаторів наслідків аварії на Чорнобильській АЕС визначається Законом України «Про статус і соціальний захист громадян, які постраждали внаслідок Чорнобильської катастрофи» та прийнятими на його виконання нормативно-правовими актами. Правовий статус ліквідаторів наслідків аварії на Чорнобильській АЕС підтверджується відповідним посвідченням встановленого зразка.
Відповідно до ст. 10 Закону України «Про статус і соціальний захист громадян, які постраждали внаслідок Чорнобильської катастрофи» учасниками ліквідації наслідків аварії на Чорнобильській АЕС вважаються громадяни, які безпосередньо брали участь у будь-яких роботах, пов'язаних з усуненням самої аварії, її наслідків у зоні відчуження у 1986—1987 роках незалежно від кількості робочих днів, а у 1988—1990 роках — не менше 30 календарних днів, у тому числі проведенні евакуації людей і майна з цієї зони, а також тимчасово направлені або відряджені у зазначені строки для виконання робіт у зоні відчуження, включаючи військовослужбовців, працівники державних, громадських, інших підприємств, установ і організацій незалежно від їх відомчої підпорядкованості, а також ті, хто працював не менше 14 календарних днів у 1986 році на діючих пунктах санітарної обробки населення і дезактивації техніки або їх будівництві. Перелік цих пунктів визначається Кабінетом Міністрів України.

## Вшанування
Першим фільмом про ліквідаторів, який показали у СРСР на центральному телебаченні, був «Чорнобиль: Два кольори часу» студії Укртелефільм (1986—1988).
День вшанування учасників ліквідації наслідків аварії на Чорнобильській АЕС в Україні відзначають щорічно 14 грудня, згідно з Указом Президента України «Про День вшанування учасників ліквідації наслідків аварії на Чорнобильській АЕС» від 10 листопада 2006 р. № 945/2006.